# Setiamekar
Setiamekar is een bestuurslaag in het regentschap Bekasi van de provincie West-Java, Indonesië. Setiamekar telt 60.877 inwoners (volkstelling 2010).